# Il bivio (film)
Il bivio è un film del 1951 diretto da Fernando Cerchio.

## Trama
Aldo Marchi, già decorato durante la guerra e poi diventato criminale a capo di una pericolosa banda di ladri, riesce ad entrare nella squadra mobile della polizia di Torino col fine di dirigere in modo sicuro le rapine dei compagni. Ma via via, di fronte agli innocenti arrestati e alla morte di un collega nel corso di un colpo da lui organizzato, sotto le contestazioni del suo superiore entra in crisi e decide di ravvedersi, consegnando la sua “gang” alla polizia e morendo nel conflitto.

## Distribuzione
Il film fu distribuito nel circuito cinematografico italiano il 19 marzo 1951.

## Incassi
Incasso accertato a tutto il 31 marzo 1959: 160.823.904 lire dell'epoca.